# Li Liguo
Li Liguo (chinesisch 李立国; * November 1953 in Yutian, Provinz Hebei) ist ein Politiker der Kommunistischen Partei Chinas (KPCh) in der Volksrepublik China, der unter anderem zwischen 2010 und 2016 Minister für zivile Angelegenheiten war.

## Leben
Li Liguo, der zur Volksgruppe der Han gehört, begann seine berufliche Laufbahn im Januar 1970 in einer Baumaschinenfabrik in Shenyang und wurde im Mai 1974 Mitglied der Kommunistischen Partei Chinas (KPCh). Er absolvierte ein Studium am Ingenieurinstitut Nordostchinas und war unter anderem zwischen 1985 und 1990 stellvertretender Sekretär des Kommunistischen Jugendverbandes (KJVC) in der Provinz Liaoning. Anschließend war er von 1990 bis 1993 erst Vize-Bürgermeister der bezirksfreien Stadt Panjin sowie daraufhin zwischen 1993 und 2001 Mitglied im Generalsekretariat des Regionalkomitees der KPCh der Autonomen Region Tibet. Dort war er zwischen 1999 und 2003 stellvertretender Sekretär des Regionalkomitees sowie 2003 kurzzeitig noch Vize-Vorsitzender des Zentralkomitees sowie zugleich Sekretär der Parteiführungsgruppe der KPCh der Volksregierung der Autonomen Region Tibet.
Im Anschluss fungierte Li Liguo zwischen 2003 und 2005 als Vize-Minister für zivile Angelegenheiten und war zeitgleich Mitglied der Parteiführungsgruppe dieses Ministeriums. Anschluss war er von 2005 bis 2010 sowohl Erster Vize-Minister für zivile Angelegenheiten als auch in Personalunion stellvertretender Sekretär der Parteiführungsgruppe des Ministeriums für zivile Angelegenheiten. Als Nachfolger von Li Xueju übernahm er schließlich im Juni 2010 selbst den Posten als Minister für zivile Angelegenheiten im Staatsrat der Volksrepublik China. Auf dem XVIII. Parteitag 2012 wurde er zum Mitglied des ZK der KPCh gewählt und gehörte diesem Gremium bis 2017 an. 2013 wurde er vom Nationalen Volkskongress als Minister für zivile Angelegenheiten bestätigt und übernahm zugleich 2013 in Personalunion den Posten als stellvertretender Direktor des Nationalen Komitees für Katastrophenvorsorge. Als Minister kündigte er im März 2016 an, dass Namen von Gebäuden, welche „die Souveränität und nationale Würde schädigen, im Gegensatz zu sozialistischen Kernwerten stehen, als unmoralisch gelten oder Anlass für die meisten Beschwerden aus dem Volk waren“, geändert werden müssen.
Am 7. November 2016 wurde er als Minister für zivile Angelegenheiten vom bisherigen Minister für Disziplinaraufsicht Huang Shuxian abgelöst und auch seiner sonstigen Ämter entbunden. Am 9. Januar 2017 wurde von der Zentralen Disziplinarkommission der KPCh ein Verfahren gegen Li Liguo eingeleitet. Am 9. Februar 2017 gab die Zentrale Disziplinarkommission bekannt, dass er von seiner Position als Minister für zivile Angelegenheiten entbunden und auf die Ebene eines stellvertretenden Abteilungsleiters herabgestuft wurde, weil er dem Ministerium keine strikte Parteidisziplin auferlegt und „systematisch“ erlaubt hatte, Korruption unter seiner Beobachtung auftreten zu lassen. Seine Parteimitgliedschaft wurde für zweijährige Bewährungszeit suspendiert. Er verlor zudem auch seine Funktionen als Mitglied des ZK der KPCh sowie als Delegierter des 18. Parteitages.